# Tögrög
Tögrög (tiếng Mông Cổ: төгрөг, phát âm như Tugrug; các cách viết khác và ký hiệu: MNT, Tugrik, ₮) là đơn vị tiền tệ chính thức của Mông Cổ được đưa vào sử dụng từ ngày 9 tháng 12 năm 1925 với giá trị neo vào Ruble Liên Xô. Mỗi Tögrög bằng một Ruble và bằng 18 gam bạc. Nó thay thế cho Dollar Mông Cổ làm đơn vị tiền tệ chính thức của Mông Cổ từ ngày 1 tháng 4 năm 1928.
Một Tögrög được chia thành 100 Möngö.
Các tiền giấy và tiền kim loại Tögrög đang lưu thông là loạt phát hành từ năm 1993 thay cho loạt phát hành trong thời Cộng hòa Nhân dân Mông Cổ.